# Cabaré

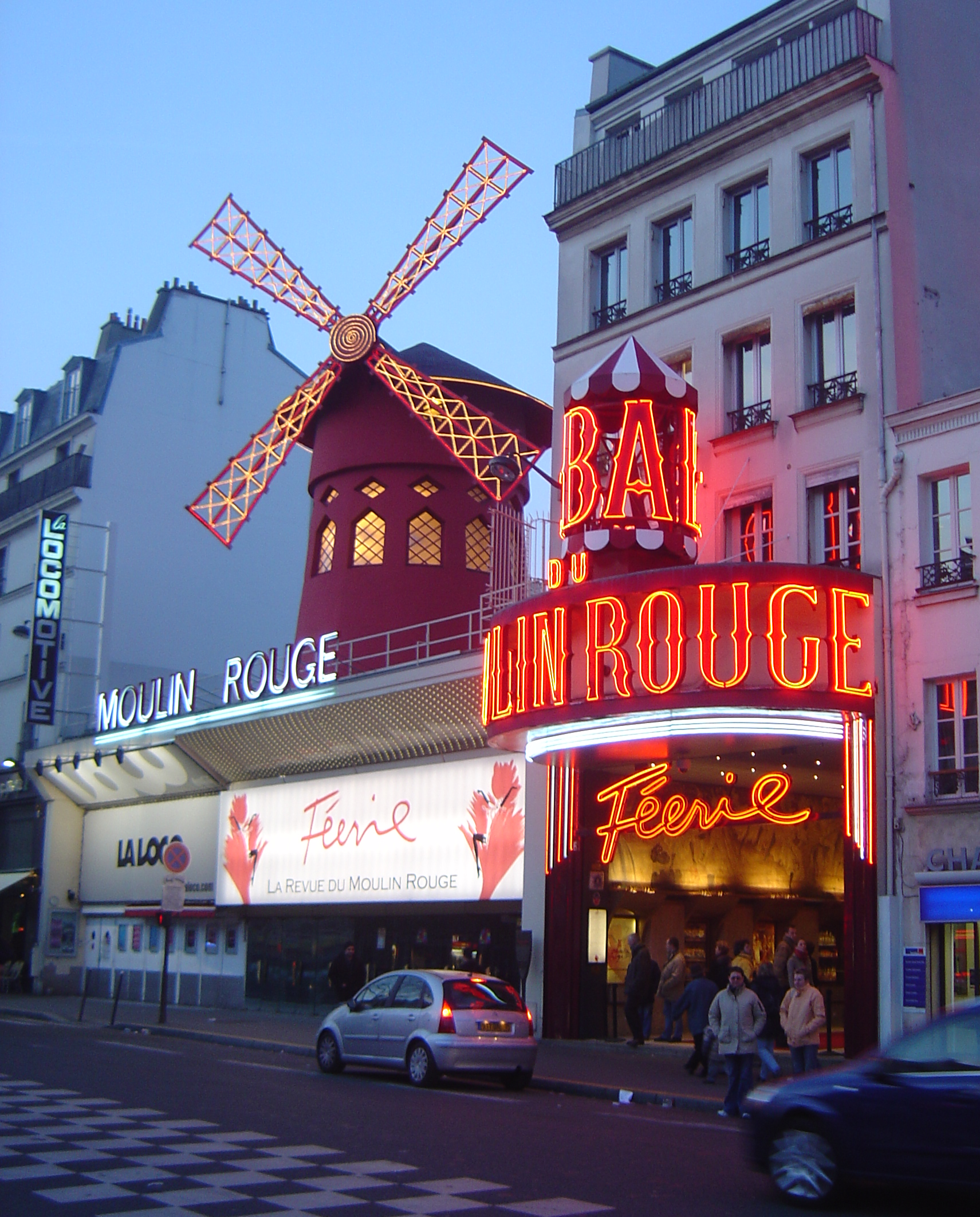
El Moulin Rouge, París.

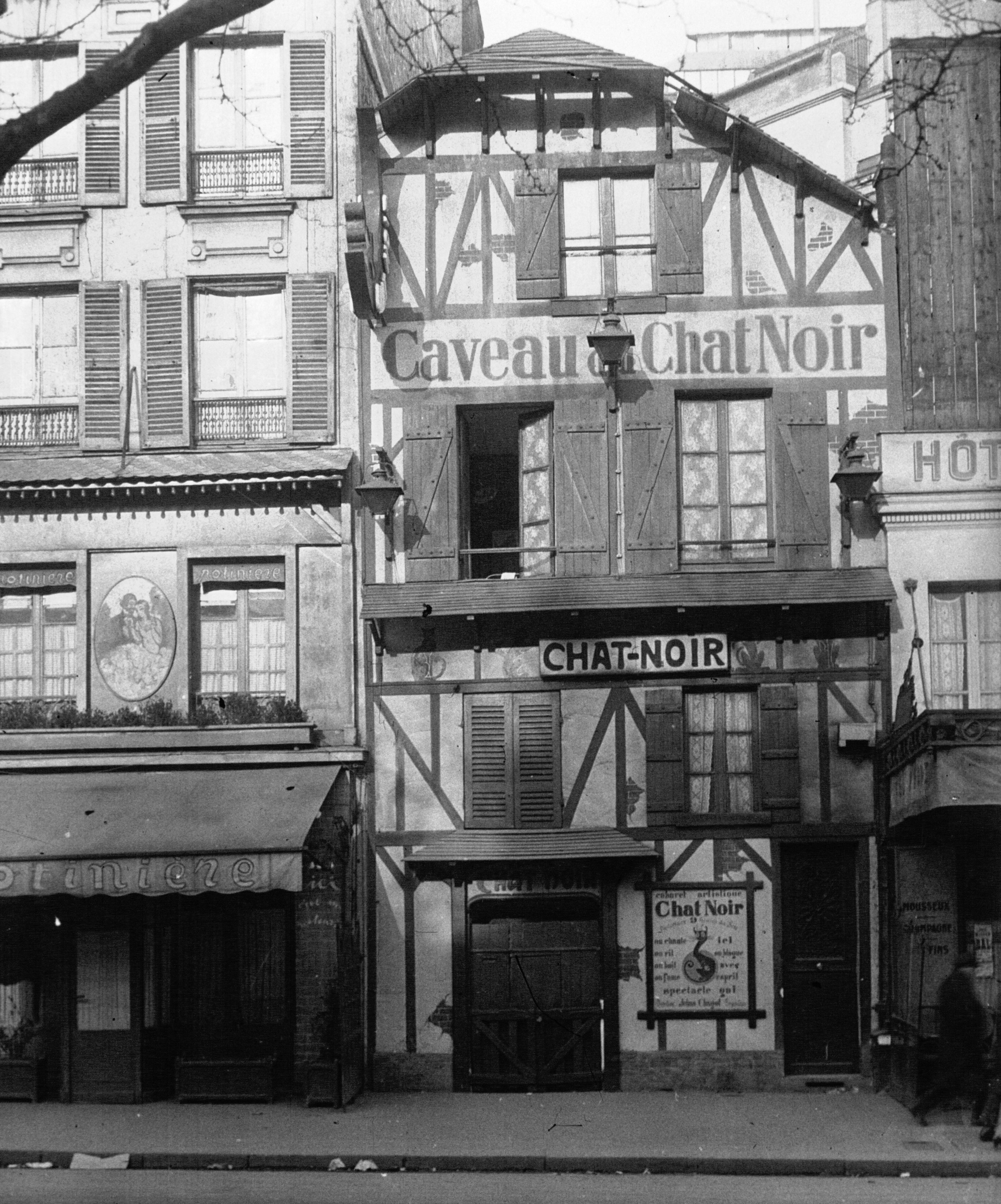
Le Chat Noir.

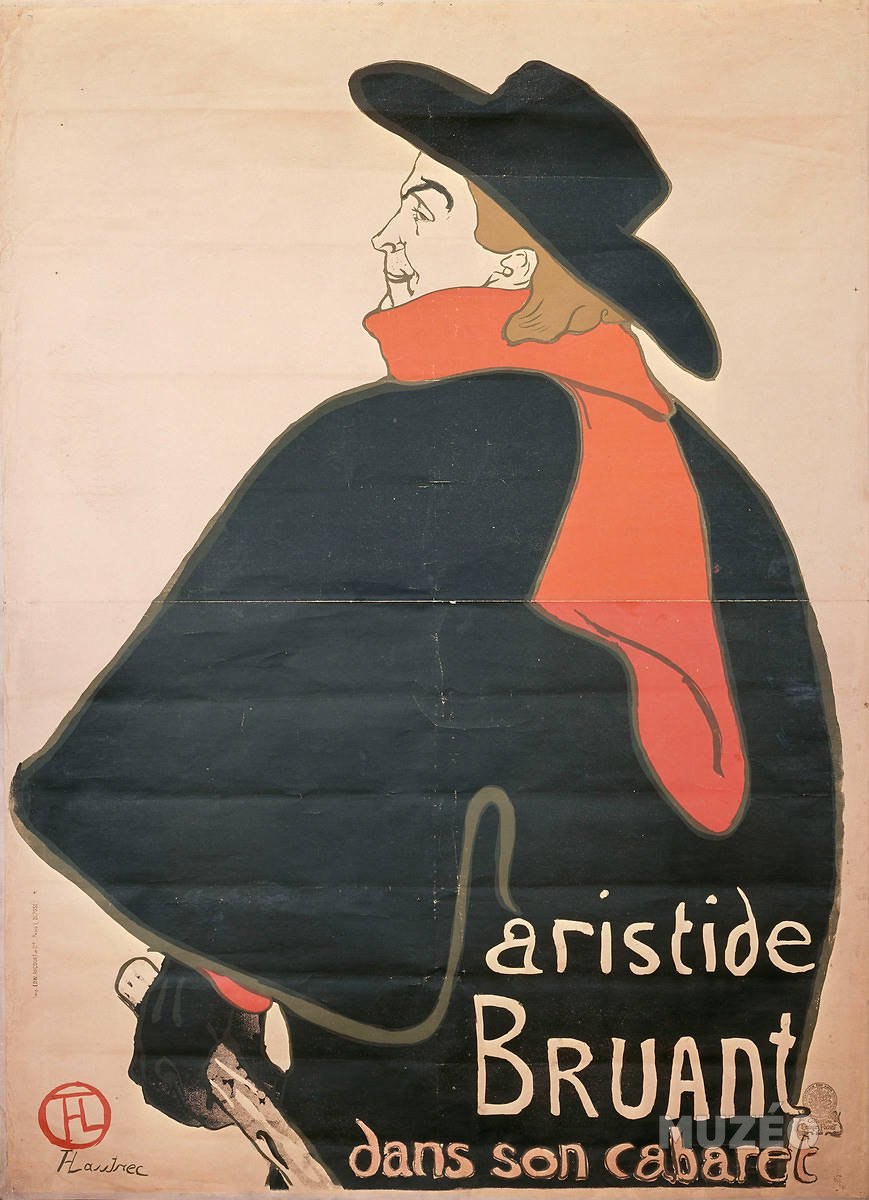
Aristide Bruant en un cartel de Toulouse Lautrec.

El término cabaré (también, cabaret) es una palabra de origen francés cuyo significado original era «taberna», pero que pasó a utilizarse internacionalmente para denominar salas de espectáculos, generalmente nocturnos, así como un género teatral propiamente dicho, que suele combinar teatro, música, danza y canción e incluso también la actuación de humoristas, ilusionistas, mimos y muchas otras artes escénicas.
Se distinguen de otros locales de espectáculos, entre otras cosas, porque tienen un bar, cuando son pequeños, o un bar y un restaurante, cuando son grandes. A diferencia de lo que sucede en el teatro, los asistentes pueden beber y conversar entre sí, durante las actuaciones.
El público de los cabarés aplaude, con frecuencia, espectáculos atrevidos, tanto políticos como sexuales. Fue en los cabarés donde aparecieron los primeros travestis en un escenario de la modernidad y también donde se presentaron las primeras pantomimas de homosexuales. Una de las más famosas fue, seguramente, la llamada pantomima lésbica Rêve d'Égypte (Sueño de Egipto), protagonizada por la actriz y pin-up Colette, que luego llegaría a ser una novelista famosa, y por la marquesa de Morny, arqueóloga. El espectáculo se presentó en el Moulin Rouge en 1907. Estaba previsto hacer diez representaciones, pero solo pudo hacerse la primera, porque la policía amenazó con cerrar el local.
En los cabarés se dieron a conocer muchos cantautores, como Georges Brassens, Aristide Bruant y Serge Gainsbourg, y también cantantes como Juliette Gréco.[cita requerida]

## Evolución del significado de la palabra «cabaré»
En 1887, el escritor español Azorín, por ejemplo, utilizó la palabra «cabaret» para referirse a un lugar público de reunión literaria o artística. Pero el significado de la palabra fue evolucionando y, en el siglo XXI, muchas personas, en español, solo la utilizan para referirse a locales nocturnos que presentan espectáculos de revista o de variedades, seguramente porque el Moulin Rouge o el Folies Bergère fueron mucho más famosos que Le Chat Noir, Els Quatre Gats o el Cabaret Voltaire, y por la popularidad de la película Cabaret de Bob Fosse. Sin embargo, en otros idiomas la evolución fue diferente. Así, por ejemplo, en alemán, kabarett se utiliza principalmente para los que son de tipo literario o político —el Kabarettist alemán es un actor humorista cuyos temas giran en torno al acontecer político y cultural, con énfasis en lo irónico y lo satírico—, y en italiano, cabarettista es un sinónimo de actor humorista.

## Antecedentes
El café-concert, nacido con la Revolución francesa, se popularizó en la segunda mitad del siglo XIX. Uno de los más conocidos fue inmortalizado por Pierre-Auguste Renoir en su obra Baile en el Moulin de la Galette. Eran lugares donde la gente iba exclusivamente a bailar y a divertirse; pero los creadores de los primeros cabarés querían algo más intelectual y más inconformista, locales que fueran adecuados para los cantautores o donde, por ejemplo, se pudiese bailar el cancán, baile creado a mediados del siglo XIX y que a muchas personas les parecía escandaloso.

Baile en el Moulin de la Galette, pintura de Pierre-Auguste Renoir.

### Los primeroscabarés(1881-1920)

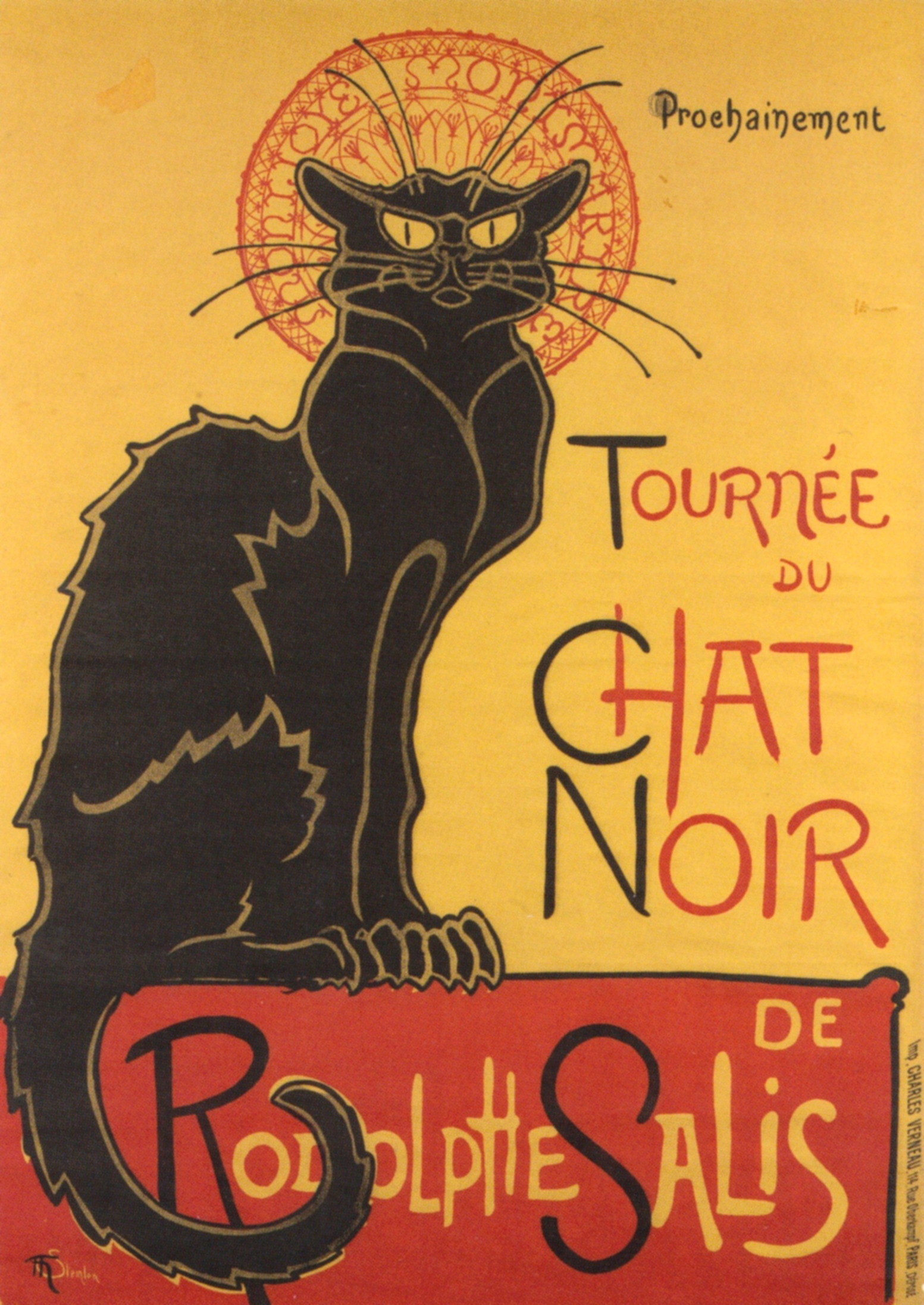
Cartel de Le Chat Noir.

Le Chat Noir (Caveau Artistique, bodega artística), fundado en el barrio bohemio de Montmartre de París en 1881, fue el primer cabaré famoso. Entre sus clientes habituales había muchos escritores, pero la mayoría eran pintores y estudiantes de Bellas Artes. Solían actuar cantantes y cantautores, como Aristide Bruant.
 
En 1889 en el barrio rojo parisino de Pigalle fue construido el Moulin Rouge (Bal du Moulin Rouge, Baile del Molino Rojo), donde lo más característico eran las bailarinas de cancán. Solían tener nombres artísticos extravagantes, como Grille d'Égout (Reja de alcantarilla), La Goulue (La Glotona) o La Sauterelle (La Saltamontes).
El primer escándalo notable en el Moulin Rouge fue en 1893, cuatro años después de su inauguración, por un desfile de Quat'zarts (carnaval), organizado por los estudiantes de Bellas Artes. Henri Guillaume, como director del desfile, y Sarah Brown y Manon, acusadas de haberse mostrado en público "dans un état de nudité extrème" (en un estado de extrema desnudez) fueron condenados con una multa de 100 francos, "avec sursis" (que sólo tenían que pagar en caso de reincidencia), porque el juez reconoció "le caractère artistique et désinteressé" (el carácter artístico y desinteresado) del desfile.
El Folies Bergère, en París, fue inaugurado como music hall en 1869 y tenía un bar, pero empezó a presentar espectáculos de cabaré en los años 1890. Para poder hacer la competencia al Moulin Rouge, contrató a dos grandes estrellas de la época: Loïe Fuller y Cléo de Mérode.

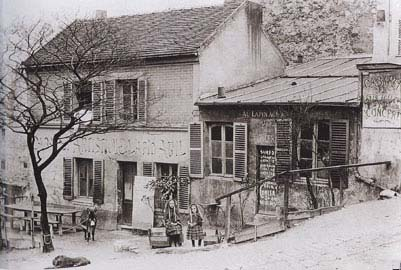
El Lapin Agile en 1880-1890.

Els Quatre Gats, 1897, y El Molino, en 1899, ambos en Barcelona, fueron los primeros en España.
A finales del siglo XIX, el Père Frédé, cantante, guitarrista y violonchelista, comenzó a actuar regularmente en el Lapin Agile, en el barrio parisino de Montmartre, y el local se consolidó.
En 1901 se creó el primer cabaré alemán conocido, el Überbrettl.
En los años 1910 la compañía del teatro parisino Bataclan hizo una gira por Argentina, su éxito en Buenos Aires fue tan notable que en lunfardo las bailarinas de revista empezaron a ser llamadas bataclanas. El Armenonville, inaugurado en 1910, fue el primer cabaré famoso de Buenos Aires, Argentina. En 1916, el Cabaret Voltaire, en Zúrich, Suiza, fue fundado por los dadaístas.
El Cotton Club de Nueva York fue creado por el gánster Owney Madden en los años 1920.

### El cabaré en Berlín (años veinte y principios de los años treinta)
En los años veinte y principios de los años 30, Weimar, Berlín se convirtió en la capital mundial del cabaré, hasta la llegada de Adolf Hitler al poder (Tercer Reich). Muchos artistas alemanes de cabaré se exiliaron por no estar de acuerdo con la ideología nacional socialista, o por ser judíos o de origen judío. Fue la época de máximo esplendor internacional del cabaré, ya que estos artistas fueron a trabajar en otros países, donde no tenían ningún problema, y los hoteles más importantes de grandes ciudades, como Londres, Nueva York o París, empezaron a tener un cabaré, con orquesta y pista de baile.

### El cabaré en los años 30 y 40

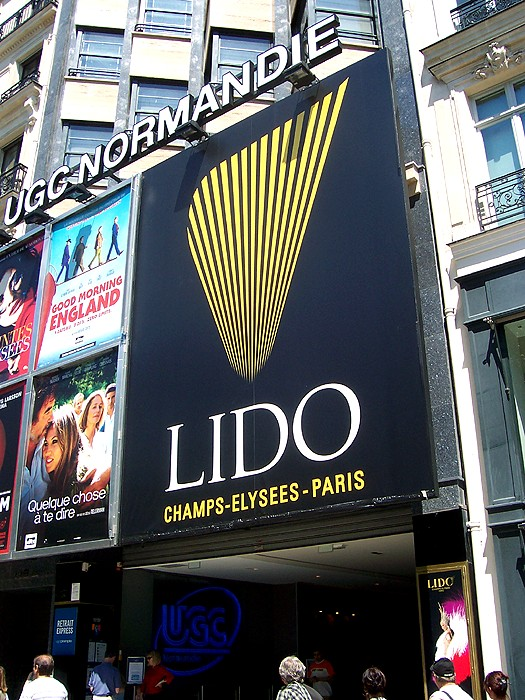
El Lido.

El cabaré nació como espectáculo contestatario, pero, al popularizarse internacionalmente, dejó de ser así, en muchos casos. El Tropicana de La Habana (1939) y el Lido de París (1946), entre otros muchos, no fueron creados con otra finalidad que la de ser lugares de entretenimiento.

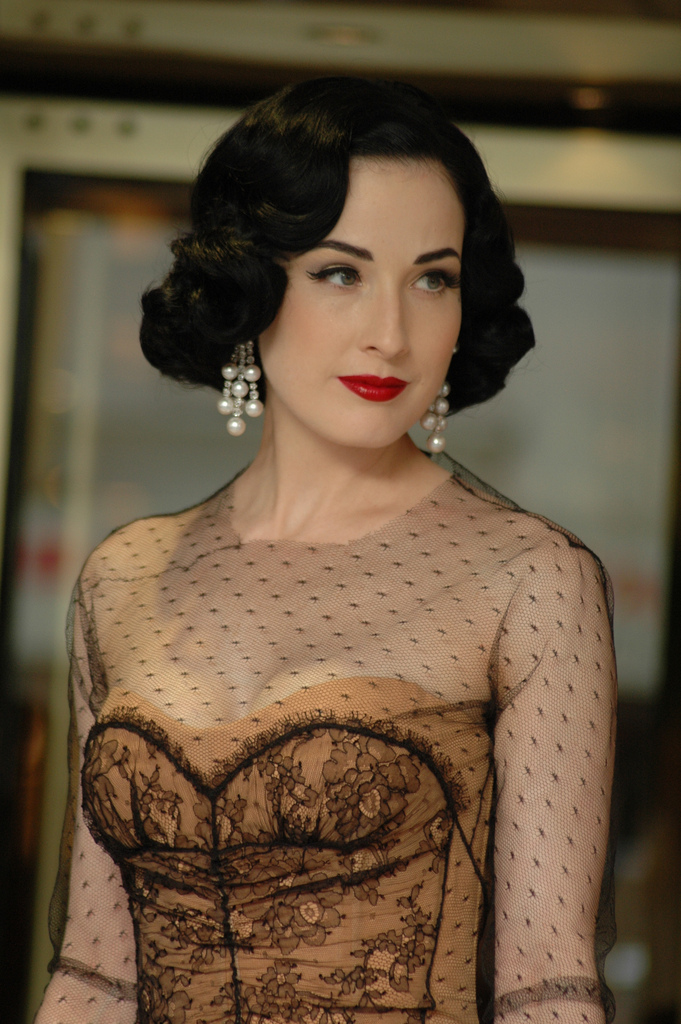
Dita Von Teese.

### El cabaré en los años 50 y 60
En 1951 abrió sus puertas el Crazy Horse de París, muy notable por su carácter innovador, esteticista y vanguardista. En él actuaron artistas como Pamela Anderson, Dita Von Teese y Arielle Dombasle.
En los años 1960 aparece en París una nueva forma de cabaré llamada café-théâtre (café teatro). Los más conocidos son el Café de la Gare (café de la estación del ferrocarril) y el Théâtre du Point Virgule (teatro del punto y coma).

### Época dorada y decadencia del cabaré
La época dorada fue desde finales del siglo XIX hasta mediados del siglo XX. En el siglo XXI, sigue habiendo cabarés pero los clientes son más los grupos de turistas, que el resto de los espectadores.

## Tipos deCabaré
La mayoría de los cabarés son de uno de estos tres tipos:

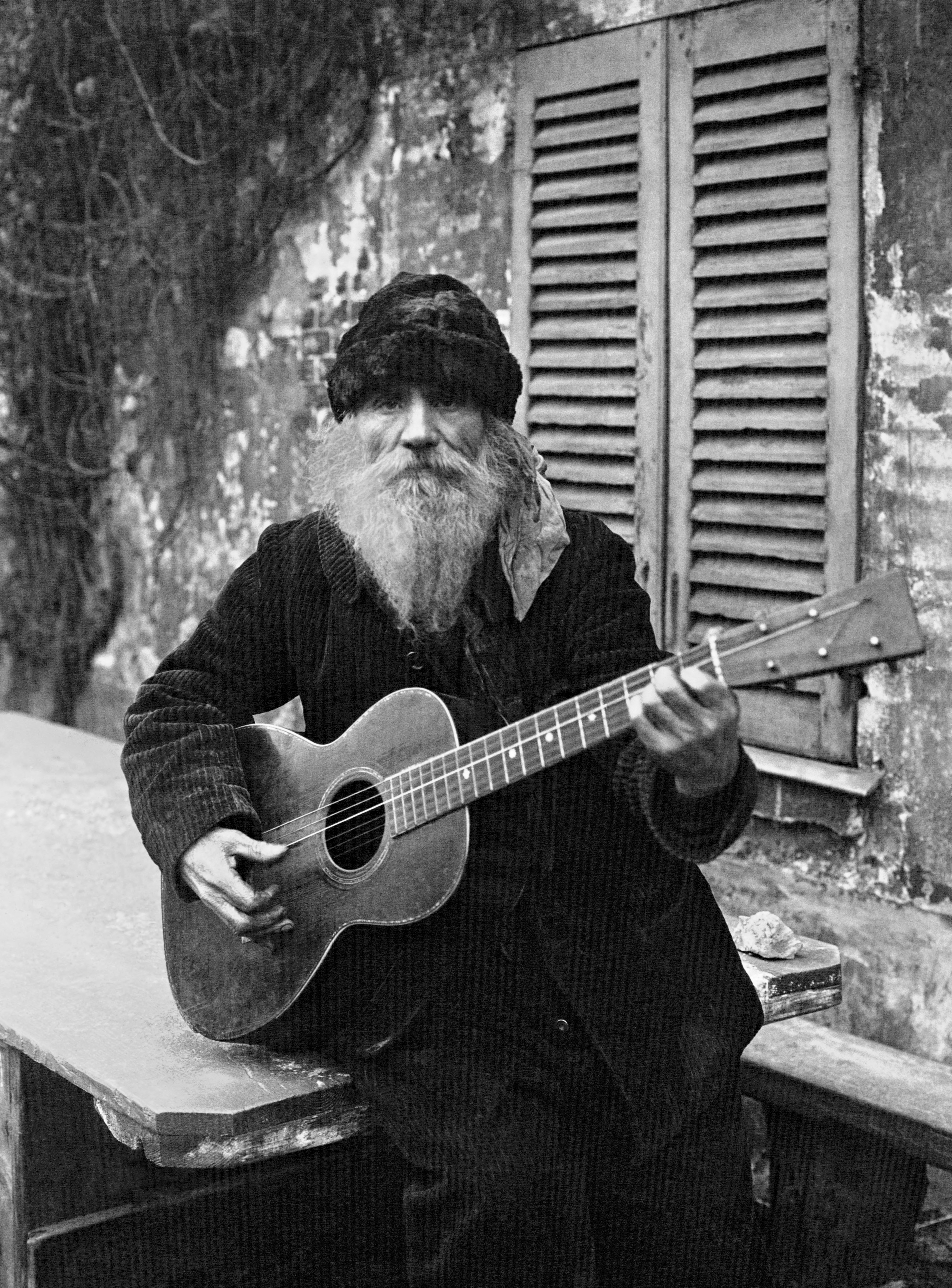
Frédéric Gérard, el cantante del Lapin Agile.

1. Los que siguen la tradición de Le Chat Noir y del Lapin Agile:
Son pequeños o de tamaño medio, no suelen tener un restaurante, pero siempre tienen un bar. Actúan principalmente cantautores, cantantes, músicos y orquestas de jazz, pero no exclusivamente ni en todos los lugares. En inglés este tipo de cabaré se denomina French cafe (café francés) o, simplemente, café o club. En Benidorm, España, son bastante numerosos y tienen la peculiaridad de que muchos están abiertos durante el día. También son relativamente numerosos en Nueva Orleans y París.
La mayoría de las personas, en España, no llaman cabarés a los de este tipo, sino café, pub, entre otros, seguramente porque en España este tipo de local era conocido como café cantante; pero los espectáculos que presentan suelen ser tradicionales de cabaré (actuaciones de travestís, músicos y cantantes).
2. Los que siguen la tradición del Moulin Rouge y del Folies Bergère:
Son grandes, tienen un bar y un restaurante, y presentan revistas de gran espectáculo, que son del agrado de muchos turistas. Uno de los más famosos es el Lido de París.
3. Cabaré de vanguardia, los que siguen la tradición del Els Quatre Gats de Barcelona y del Cabaret Voltaire de Zúrich.
Además de los citados, también es famoso el Crazy Horse de París. La compañía más conocida fue Le Grand Magic Circus et ses animaux tristes (El Gran Circo Mágico y sus animales tristes).
También hay cabarés –no tradicionales– que tienen un bar, pero no sillas ni mesas, o claramente insuficientes para que la mayoría de los espectadores puedan sentarse. Esto suele hacerse para aumentar el aforo de la sala. Así, por ejemplo, el Cabaret Sauvage (Cabaret Salvaje) de París tiene una capacidad de 600 espectadores, si están sentados, y de 1200, si están de pie. También es bastante frecuente en cabarés donde se interpretan ritmos adecuados para la danza, para que el público pueda bailar mientras escucha la actuación.

### Varios formatos

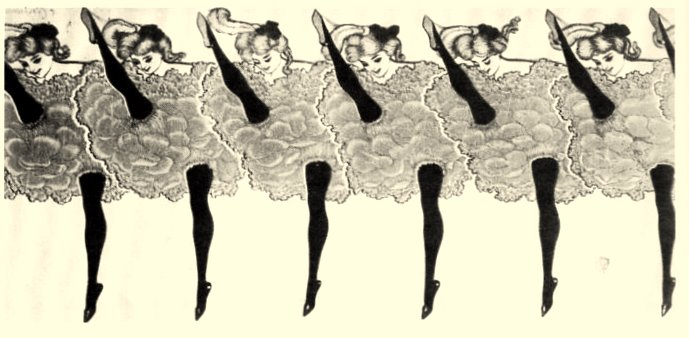
Bailarinas de cancán.

Los primeros espectáculos de cabaré no tenían prácticamente ninguna semejanza con el music hall, ya que consistían, principalmente, en actuaciones de bailarinas de can-can, cantautores y travestís (y también mujeres disfrazadas de varones), espectáculos que no formaban parte del repertorio habitual del music hall. Además, el cancán había sido prohibido por la censura en el Reino Unido (época victoriana). Pero a lo largo del siglo XX, los cabarés fueron ofreciendo espectáculos cada vez más variados, por lo que muchos artistas de music hall también fueron artistas de cabaré y viceversa.
De todos modos, hay países, como el Reino Unido, en los que el público prefería los espectáculos de music hall, o Estados Unidos donde prefería los de burlesque. En España, tuvo más éxito la revista que el cabaré. En México el cabaret político  está influenciado por la Commedia dell'arte italiana del sigo XVI, el Teatro de carpas, el cabaret francés de origen y el alemán de entreguerras, y el Stand-Up Comedy, ya que su dramaturgia pone un énfasis mayor en el virtuosismo de la actriz o el actor en su interacción con el público.
Algunas salas de espectáculos, como los tablaos flamencos, a pesar de sus similitudes, no se denominan cabarés porque tienen una historia y una tradición diferentes.

### Artistas de cabaret
Anexo:Artistas de cabaret
Algunos cabarés muy famosos como el Moulin Rouge o el Lido son conocidos por sus revistas, pero la mayoría presentan espectáculos de variedades, es decir números de baile, canto, pantomima, prestidigitación, striptease, transformismo, etc. sin ninguna relación entre sí, por esta razón el artista ideal de cabaré sería un showman: actor, bailarín, cantante, humorista, etc.

## Locales famosos y notables
- Berlín

Die Katakombe, 1929-1935, cabaré político y literario. En 1935 fue clausurado por orden de Joseph Goebbels, ministro de Propaganda del Tercer Reich.
- Barcelona

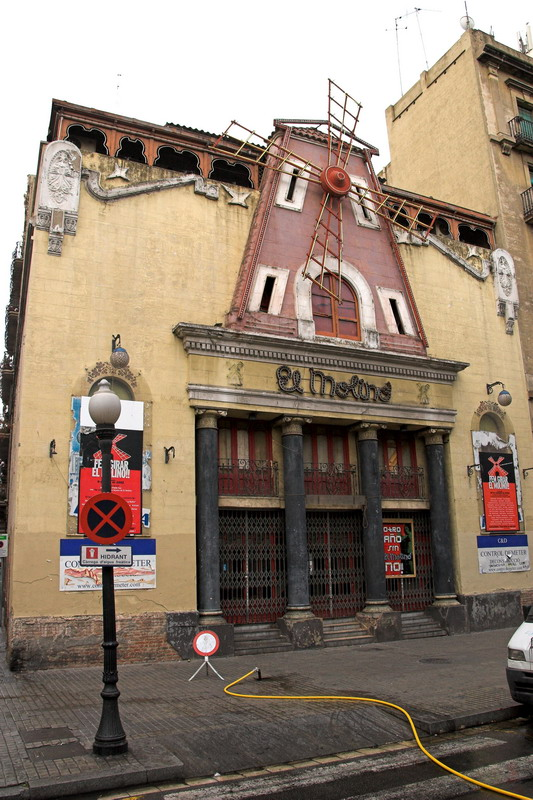
El Molino de Barcelona, en 2006.

El Molino, en el barrio del Pueblo Seco. Desde 1899 hasta la actualidad.
Abrió sus puertas con el nombre de "Pajarera Catalana" y empezó con un cuadro flamenco y un travestí.
En 1908 pasó a llamarse el "Petit Moulin Rouge", en imitación del famoso Moulin Rouge del barrio de Montmartre de París, por la similitud de los espectáculos que ofrecía.
En 1939, las autoridades franquistas exigieron que el cabaré tuviera un nombre español y la supresión de la palabra "rojo", por las connotaciones políticas que podía sugerir. Desde entonces y hasta nuestros días, es conocido como "El Molino".
Después de una reforma finalizada en octubre de 2010, El Molino continúa presentando espectáculos de cabaré, revista, music hall, etc.
Els Quatre Gats. Desde 1897 a 1903.

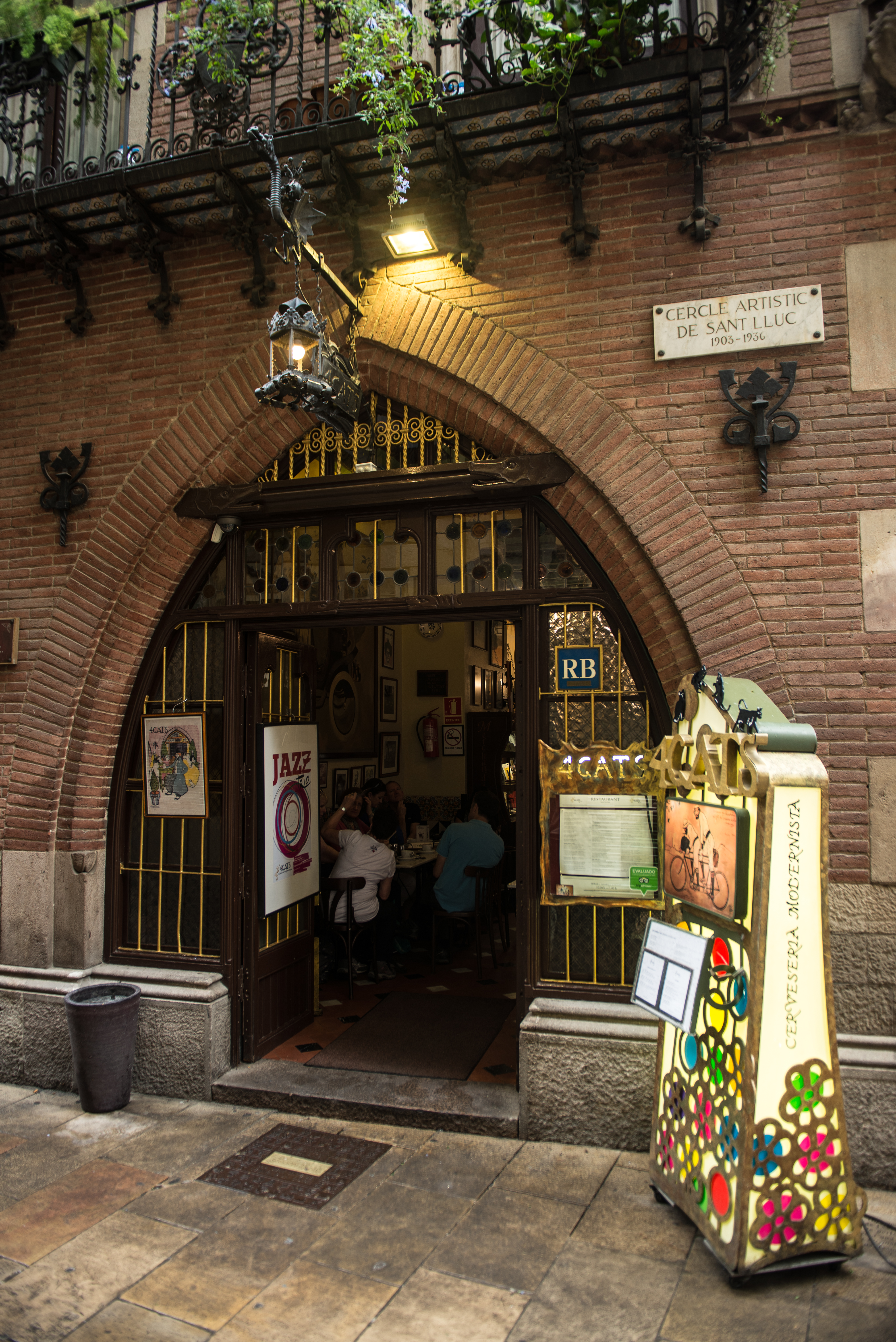
Els Quatre Gats.

Se realizaron exposiciones de arte, veladas literarias y musicales, espectáculos de títeres y sombras chinescas, etc. En 1899 se publicaron 15 números de la revista Quatre Gats. Fue el uno de los lugares de encuentro de los modernistas. Entre los clientes habituales estaban Ramón Casas y Santiago Rusiñol.
- Cádiz

Pay Pay
Abrió sus puertas en 1923 y fue muy popular en los años 40. En la actualidad es un café teatro.
- Zaragoza

El Plata, fundado en 1920 y actualmente en funcionamiento. Se reinauguró coincidiendo con la Expo Zaragoza 2008.
- París

Le Caveau de la Huchette, en el Barrio Latino. Desde 1946 hasta la actualidad, dedicado, principalmente, a presentar músicos de jazz, como Count Basie, Sidney Bechet, Art Blakey, Claude Bolling, Sacha Distel o Lionel Hampton.
Le Chat Noir. Desde 1881 hasta 1897.
Algunos clientes famosos: Aristide Bruant, cantautor, Caran d'Ache, caricaturista francés de origen ruso, Émile Cohl, creador de dibujos animados, Charles Cros, poeta e inventor, Claude Debussy, compositor, Yvette Guilbert, cantante, Jules Laforgue, poeta, Guy de Maupassant, escritor, Jean Richepin, poeta, Erik Satie, compositor y pianista, Paul Signac, pintor, August Strindberg, escritor y Paul Verlaine, poeta.
Crazy Horse (Crazy Horse Saloon, saloon del caballo loco), desde 1951.
Lo más característico de este cabaré es un juego de luces muy sofisticado. El espectáculo está protagonizado por un grupo de bailarinas, pero puede incluir actuaciones muy diversas. En esta sala actuaron, entre otros muchos, la actriz y modelo Pamela Anderson, el cantautor Charles Aznavour, la actriz y cantante Arielle Dombasle (con el nombre artístico de Dolorès Sugar Rose), y la vedette burlesque Dita Von Teese.
Los nombres artísticos de las bailarinas, escogidos por su sonoridad, capacidad de sugerencia o por ser juegos de palabras, como Rita Cadillac o Lova Mour (juego de palabras: Lova Mour=love amour, amor amor), por citar solo dos de las que llegarían a ser más famosas, fueron imitados con frecuencia, primero, por bailarinas de strip-tease y vedettes, y, a finales del siglo XX y principios del siglo XXI, también por actrices porno.

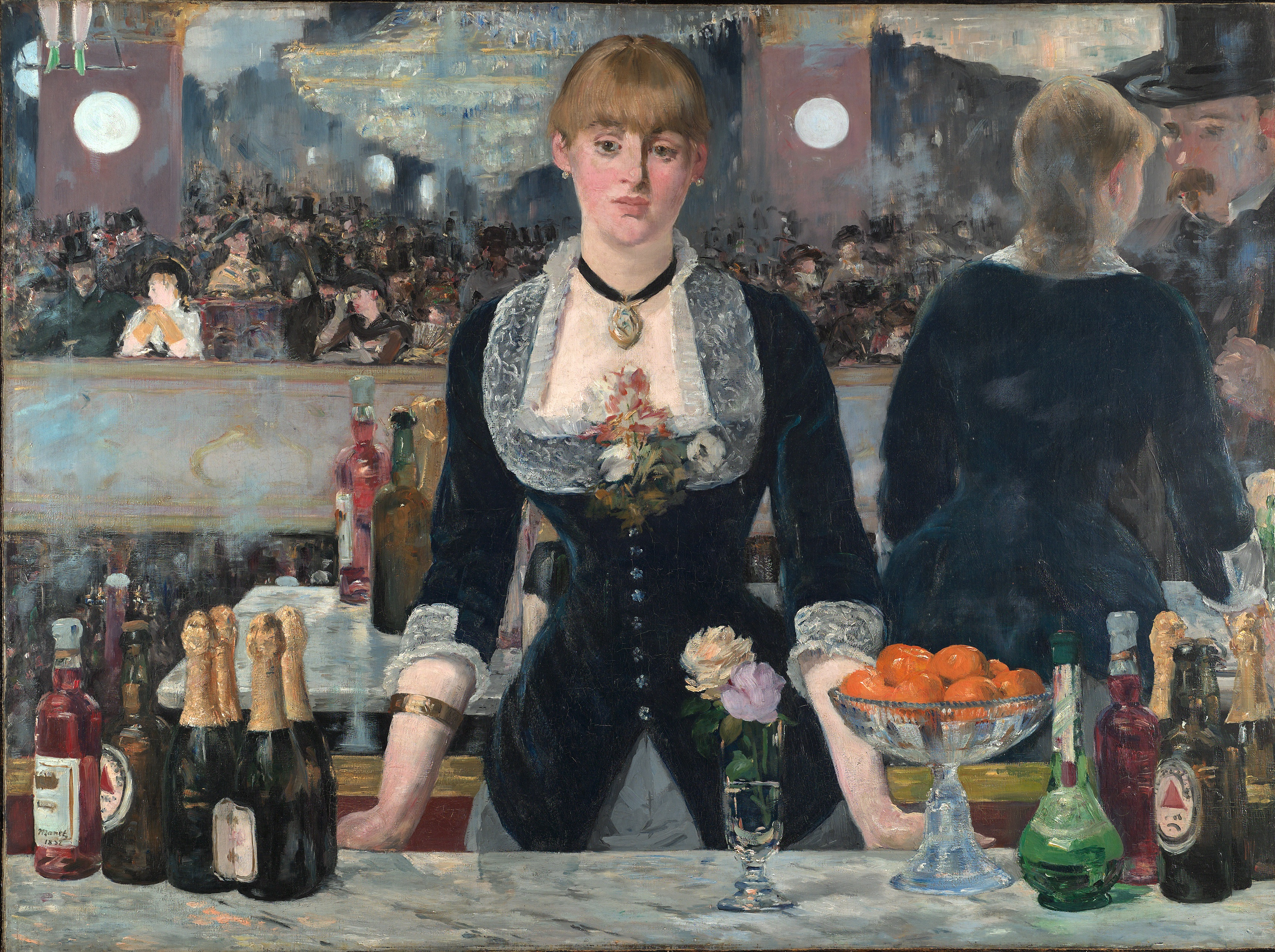
El bar del Folies Bergère, pintura de Edouard Manet.

Folies Bergère. Inaugurado en 1872, como music hall, pero cabaré desde finales del siglo XIX hasta finales del siglo XX.
Se hizo célebre, entre otras cosas, por sus tableaux vivants y sus decorados en trampantojo.
Algunos artistas que actuaron en el Folies Bergère: Joséphine Baker, Sidney Bechet, La Bella Otero, Charlie Chaplin, Maurice Chevalier, Norma Duval, Loïe Fuller, Grock, Stan Laurel, Mata Hari, Cléo de Mérode, Mistinguett, Édith Piaf, Jean Sablon y Charles Trenet.
En la actualidad presenta actuaciones de cantantes, comedias musicales, grupos de baile, etc.
Lapin Agile, desde 1903.
Algunos clientes famosos: Apollinaire, escritor, Roland Dorgelès, periodista y escritor, Charles Dullin, actor de teatro y cine, Max Jacob, escritor, poeta, dramaturgo y pintor, Pierre Mac Orlan, autor de letras de canciones, novelista y guionista cinematográfico, Amedeo Modigliani, pintor y escultor, Pablo Picasso, pintor y Maurice Utrillo, pintor.
Lido, desde 1946.
Es famoso por presentar revistas muy espectaculares.
En el Lido actuaron, entre otros artistas, Noël Coward, Marlene Dietrich, Elton John, Laurel y Hardy, Nélida Lobato y Shirley MacLaine.
Moulin Rouge, desde 1883.
Algunos artistas que actuaron en el Moulin Rouge: Jane Avril, Charles Aznavour, Joséphine Baker, artistas del cabaré Cotton Club de Nueva York, en 1937, Bing Crosby, Dalida, Sacha Distel, Yvette Guilbert, La Goulue, Jerry Lewis, Dean Martin, Liza Minnelli, Mistinguett, Yves Montand, Édith Piaf, Ginger Rogers, Frank Sinatra, Charles Trenet y Peter Ustinov.
Le Tabou (el tabú). En el barrio de Saint-Germain-des-Prés fue el primer cabaré existencialista.
Las actuaciones de Boris Vian, y también las de Juliette Gréco, hicieron que el local tuviera mucho éxito.
Aunque solo permaneció abierto durante un año, se convirtió muy pronto en una leyenda.
Algunos de los clientes habituales de Le Tabou y de otros cabarés existencialistas: Georges Auric, Simone de Beauvoir, Albert Camus, Jean Cocteau, Jean Genet, Alberto Giacometti, Maurice Merleau-Ponty, Jacques Prévert, Raymond Queneau, Jean-Paul Sartre y Tristan Tzara
- Milán

Derby Club, años 60 y 70.
- Liverpool

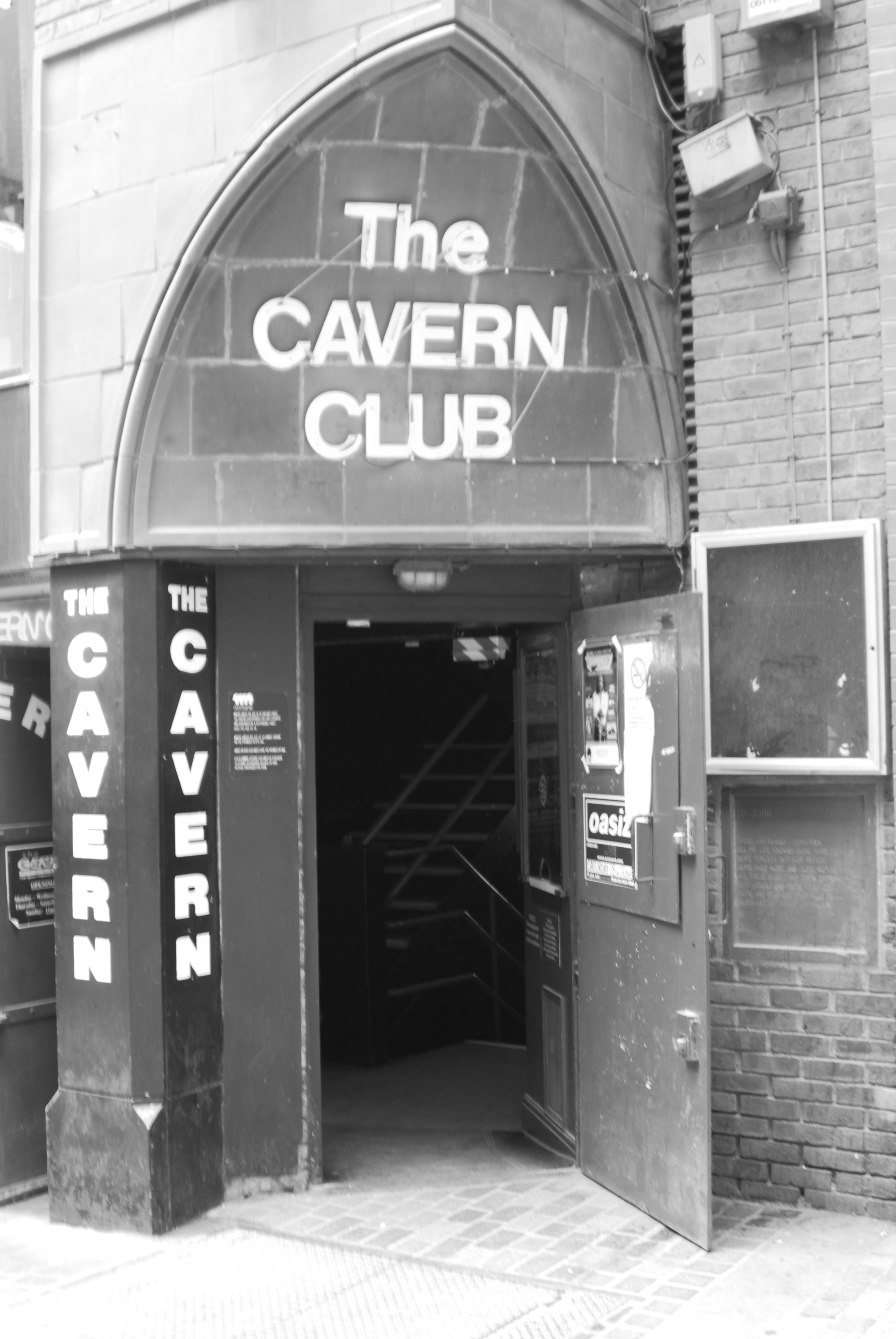
The Cavern Club.

The Cavern Club. Fue donde se dieron a conocer The Beatles. Permaneció cerrado desde 1973 a 1984.
Algunos de los artistas que actuaron en este cabaré: Elton John, The Kinks, John Lee Hooker, The Rolling Stones, The Who y The Yardbirds.
- Zúrich

Cabaret Voltaire, fundado en 1916. Cuando se inauguró, era el lugar de reunión de los dadaistas (Hugo Ball y Tristan Tzara, entre otros). En 2002 se convirtió en un museo en recuerdo del movimient
- Buenos Aires

Armenonville (1910-1920). Fue donde Carlos Gardel realizó su primer gran actuación durante una fiesta de año nuevo el 31 de diciembre de 1913.
El cabaré Tabaris fue considerado por algunos como el más importante de Argentina en los años 40.
- La Habana

Cabaret Tropicana, desde 1939.
Algunos artistas que actuaron en el Tropicana: Joséphine Baker, Bola de Nieve, Nat King Cole, Celia Cruz, Libertad Lamarque y Rita Montaner
- Ciudad de México

El Patio (1938-1994): Fue un centro nocturno de etiqueta donde se presentaban espectáculos en vivo. Entre las más destacadas personalidades que pisaron su escenario se encuentran Judy Garland, Édith Piaf, Sammy Davis Jr., Joséphine Baker, Marlene Dietrich o Charles Aznavour, entre muchos otros. Además, entre sus más distinguidos visitantes se encontraban figuras como Walt Disney, Orson Welles, Cantinflas, Dolores del Río, María Félix y Agustín Lara, entre muchos otros.
Se solía pagar a las bailarinas con una ficha durante los años 70 y 80, lo que hizo un realce en las películas del género ficheras.
El Capri (1914-1985): Fue el cabaret más exclusivo de México durante décadas. Se encontraba junto al vestíbulo del Hotel Regis. En su escenario desfilaron estrellas como Marlene Dietrich, Andy Russell, Édith Piaf o Bobby Capó. Entre su clientela se encontraron figuras como Marilyn Monroe, Gary Cooper, Richard Nixon o Frank Sinatra. En los 1970 y 1980 fue famoso por sus espectáculos de vedettes. El Capri desapareció en 1985, cuando el Hotel Regis se derrumbó como consecuencia del Terremoto de México de 1985.
Teatro Bar El Vicio (1990-presente): Antes conocido como "El Hábito", es un lugar concebido y abierto por el poeta mexicano Salvador Novo en 1954 como un foro para la expresión artística, en 1990, la actriz Jesusa Rodríguez y la compositora Liliana Felipe se hicieron cargo de este lugar bajo el nombre de "El Hábito".  A partir de 2005, la compañía de teatro-cabaret Las Reinas Chulas tomó las riendas del lugar para dar continuidad al proyecto artístico por el que abrió sus puertas y lo mantienen activo hasta nuestros días.
- Nueva York

Café Society (1938-1947), en Greenwich Village.

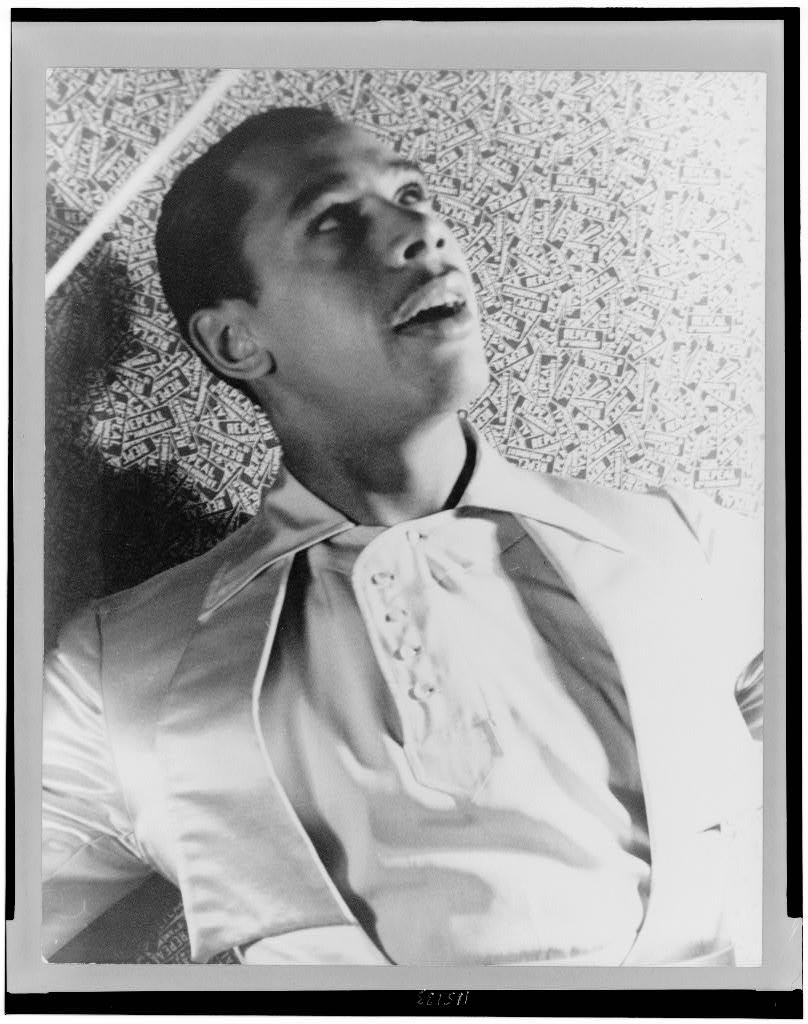
Cab Calloway.

Fue uno de los más importantes del mundo en su época. Actuaron, entre otros muchos, Albert Ammons, Big Bill Broonzy, Ella Fitzgerald, Billie Holiday, Pete Johnson, Meade Lux Lewis, Paul Robeson, Art Tatum, Sarah Vaughan y Lester Young.
En 1947, fue clausurado por el Comité de Actividades Antiestadounidenses.
Copacabana, desde 1940 hasta 2007.
Algunos de los artistas que actuaron en este cabaré: Tony Bennett, Bobby Darin, Sammy Davis Jr., Tommy Dorsey, Billy Eckstine, Ella Fitzgerald, Jackie Gleason, Jerry Lewis, Dean Martin, Carmen Miranda, Nat King Cole, Della Reese, Diana Ross y The Supremes, Frank Sinatra y The Temptations.
En la actualidad es un restaurante.
El Cotton Club, en Harlem.
En los años 30 llegaría a ser uno de los más famosos del mundo. Entre las estrellas del Cotton Club, estaban Cab Calloway y Ethel Waters, cantantes, y, entre los clientes habituales, Ernst Lubitsch, director de cine, Mary Pickford, actriz cinematográfica, y Franklin D. Roosevelt, que sería Presidente de los Estados Unidos. Cerró definitivamente en 1940.
- El Cairo

Opera casino, fundado en 1926 por la bailarina libanesa Badia Masabni, fue el primer cabaré egipcio famoso. Actuaban principalmente bailarinas de la danza del vientre. Fue donde se dio a conocer Samia Gamal, entre otras muchas.

## En la cultura popular

### Ficción

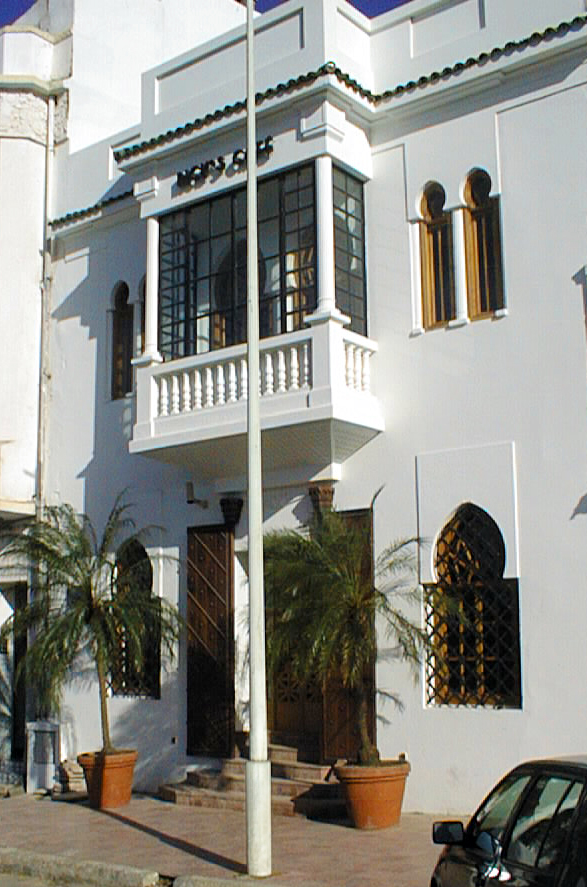
Café de Rick, Casablanca, Marruecos.

- Der Blaue Engel (El ángel azul), Alemania, en la película del mismo título.
- Kit Kat Klub, Berlín, en la comedia musical y en la película Cabaret.
- Rick's Cafe, en la película Casablanca. (Era un cabaré imaginario, pero, en la actualidad, el Rick's Café de Casablanca, Marruecos, existe y está decorado como el de la película).[24]

### Moda
El bikini, la minifalda, el tanga y el topless, entre otros, fueron utilizados por artistas de cabaré mucho antes de que fueran modas generalizadas.

### Discografía
- A Portrait of French Cafe Songs (2 CD). Gallerie. 1997.
- À Saint-Germain des Prés. Sol, 2002.
- French Café. Putumayo World Music, 2003.
- Musique de Paris Cafe. World Music, 2002.
- Songs of the Berlin Cabaret 1920-1929. Helicon Records, 1997.

### Filmografía

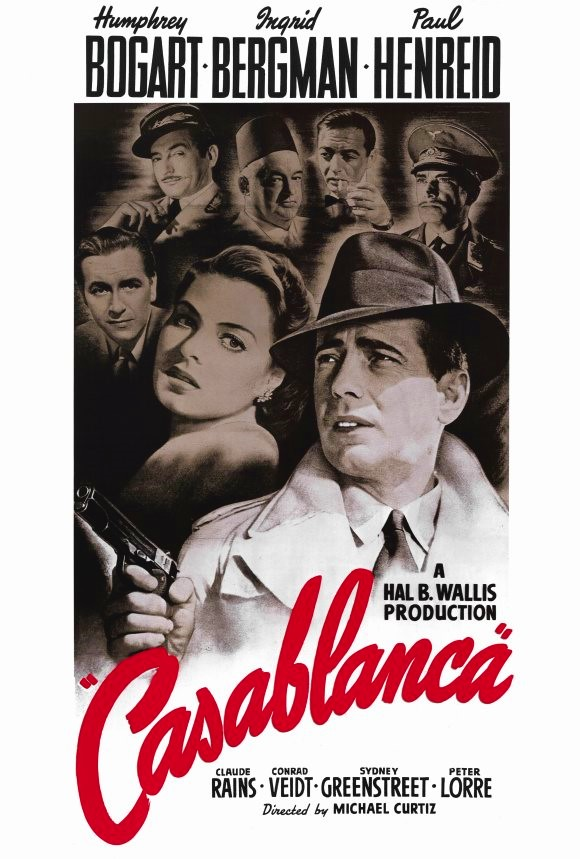
Cartel de Casablanca.

- El ángel azul, de Josef von Sternberg, 1930, con Marlene Dietrich.
- Cabaret, de Bob Fosse, 1972, con Liza Minnelli.
- Cabaret Berlín: la escena salvaje, de Fabienne Rousso-Lenoir, 2010. (documental)
- Casablanca, de Michael Curtiz, 1943, con Humphrey Bogart e Ingrid Bergman.
- The Cotton Club, de Francis Ford Coppola, 1984.
- Gilda, de Charles Vidor, 1946, con Rita Hayworth.
- Mademoiselle Strip-tease, de Pierre Foucaud, con Dora Doll y las bailarinas del Crazy Horse, 1957 (ambientada en los cabarets existencialistas del barrio de Saint-Germain-des-Prés).
- Pigalle - St Germain des Prés, de Berthomieu, con Jeanne Moreau. 1950.
- Stormy Weather, de Andrew Stone, con Cab Calloway y su orquesta, 1943.